# Versailles (Indiana)
Versailles es un pueblo ubicado en el condado de Ripley en el estado estadounidense de Indiana. En el Censo de 2010 tenía una población de 2113 habitantes y una densidad poblacional de 538,86 personas por km².

## Geografía
Versailles se encuentra ubicado en las coordenadas 39°3′50″N 85°15′23″O / 39.06389, -85.25639. Según la Oficina del Censo de los Estados Unidos, Versailles tiene una superficie total de 3.92 km², de la cual 3.92 km² corresponden a tierra firme y (0%) 0 km² es agua.

## Demografía
Según el censo de 2010, había 2113 personas residiendo en Versailles. La densidad de población era de 538,86 hab./km². De los 2113 habitantes, Versailles estaba compuesto por el 98.15% blancos, el 0.24% eran afroamericanos, el 0% eran amerindios, el 0.33% eran asiáticos, el 0% eran isleños del Pacífico, el 0.09% eran de otras razas y el 1.18% pertenecían a dos o más razas. Del total de la población el 0.43% eran hispanos o latinos de cualquier raza.